# Bert Fleers
Gijsbert Johan (Bert) Fleers (Amsterdam, 7 mei 1942) is een Nederlands politicus van de KVP en later het CDA.
Na in Zutphen het Stedelijk Lyceum te hebben doorlopen studeerde hij van 1963 tot 1970 aan de Rijksuniversiteit Groningen en in 1976 is hij daar gepromoveerd. In 1970 begon Fleers zijn loopbaan als wetenschappelijk medewerker bij die universiteit en een jaar later werd hij gemeenteraadslid in Haren. In april 1973 volgde zijn benoeming tot burgemeester van de toenmalige Twentse gemeente Ootmarsum. In 1983 werd hij directeur van de Vereniging van Nederlandse Gemeenten (VNG) wat hij tot 1999 zou blijven. Daarnaast was hij van 1987 tot 1995 lid van de Eerste Kamer. In april 2001 werd Fleers waarnemend burgemeester van de Zuid-Hollandse gemeente Korendijk welke functie hij ruim 5 jaar vervuld heeft.
Van 2001 tot 2012 was Fleers
Raadsheer plv in het Gerechtshof ‘s Gravenhage.
- Parlement.com: vg09llp2skza